# Saal an der Saale
Pour les articles homonymes, voir Saal.
Saal an der Saale est une commune de Bavière (Allemagne), située dans l'arrondissement de Rhön-Grabfeld, dans le district de Basse-Franconie.

## Domaine de Waltershausen

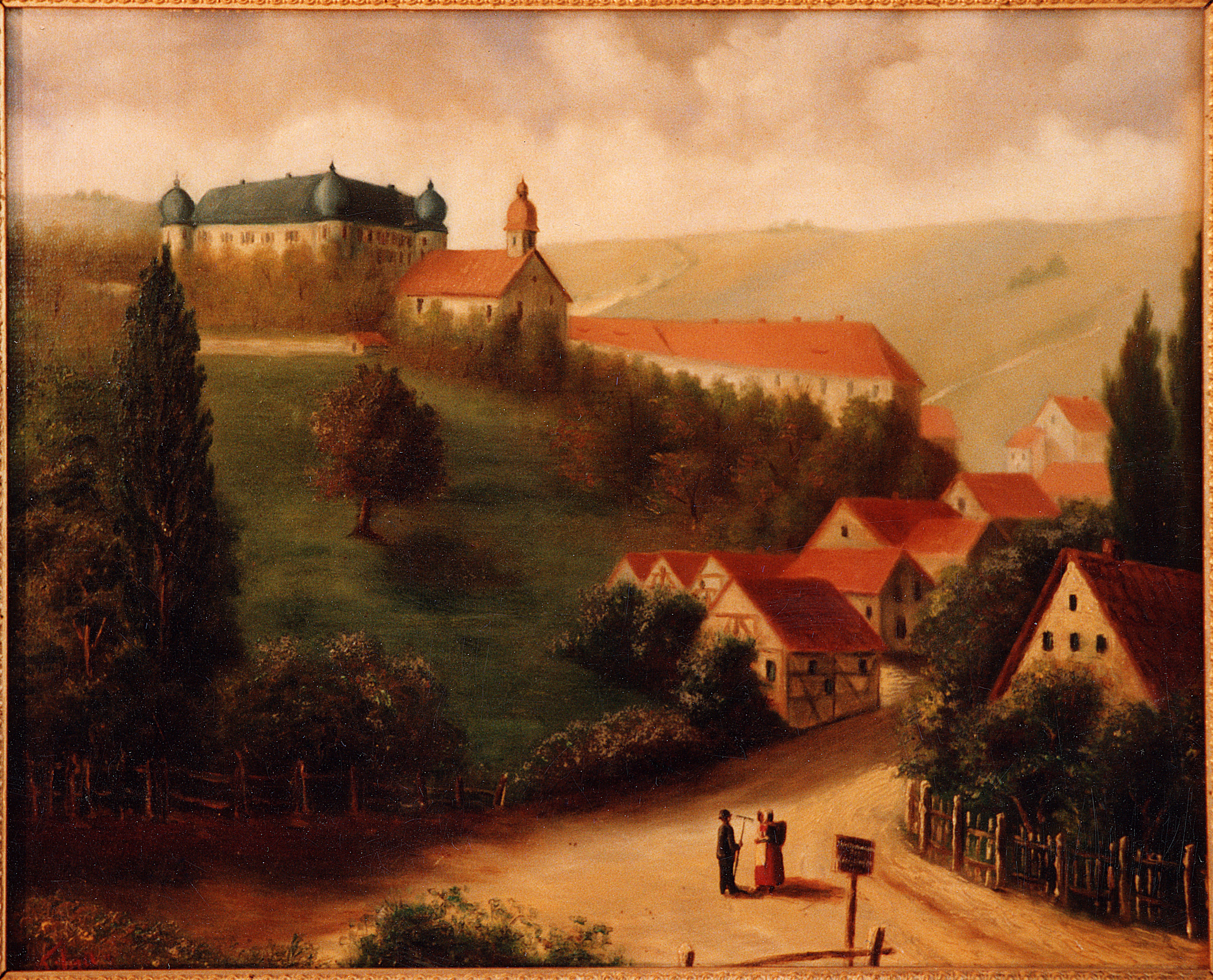
Vue de Waltershausen, huile sur toile attribuée à Caroline von Bibra zu Brennhausen (1835-1915).

Waltershausen fait partie de la Marktgemeinde de Saal an der Saale, dominé par un château dont les fondations remontent à 1486, domaine du Marschalk von Ostheim. Le bâtiment actuel est achevé en 1629. À la fin du XVIIIe siècle, il est habité par Charlotte von Kalb (née Ostheim) et ses enfants, et reçoit la visite de Friedrich von Schiller, puis de Hölderlin.
Le château appartient actuellement à la famille Moebius et consacre une partie des salles à la mémoire des poètes romantiques qui y séjournèrent.